# Born-N-Raised
«Born-N-Raised» — третий сингл с дебютного альбома DJ Khaled, Listennn... the Album, продюсером которого стал The Runners. В сингле приняли участие Питбуль, Trick Daddy и Рик Росс. Он был выпущен 6 июня 2006. Песня вошла также во второй альбом Питбуля El Mariel.

## Отзывы
HipHopDX рассказал в обзоре об альбоме Listennn…the Album: "В музыкальном плане Халид и компания испортили "Born-N-Raised, « от чего он стал заразным гимном». Со слов PopMatters: «Listennn начинается с песни, в которой местные тяжеловесы Trick Daddy, Питбуль и Рик Росс повышают свой статус в качестве солистов на треке. В треке практически нет непристойностей как обычно бывает у Trick, когда он вопит направо и налево о том, что он хулиган. Питбуль на двух языках перекрикивает Trick и Luke (из 2 Live Crew). Рик Росс засветился больше всего, завершив трек заявлением о своей великолепности и своих кварталах». RapReviews прокомментировал песню так: «Вступление дуэта „The Runners“ и депрессивность „Born-N-Raised“ очень заводят». XXL сказал о «Born-N-Raised»: «Такое сотрудничество в этом майамском гимне при участии Trick Daddy, Рика Росса и Питбуля спасает альбом от заурядности». Stylus Magazine: «Халед постоянно представляет Майами и Дейд-Каунти на протяжении всего альбома Listennn, но нисколько не в гимне со всеми звездами в „Born N Raised“ при участии Trick Daddy, Питбуля и Рика Росса».

## Видеоклип
Режиссёром клипа стал Gil Green. Он длится 4:19.

## Появление в чарте
| Чарт (2006-07)                       | Наивысшая позиция |
| ------------------------------------ | ----------------- |
| US Hot R&B/Hip-Hop Songs (Billboard) | 83                |

## Список композиций
1. «Born-N-Raised» — 4:19

Источник:

## История релиза
| Регион | Дата             | Формат               | Лейбл |
| ------ | ---------------- | -------------------- | ----- |
| США    | 24 сентября 2006 | Цифровая дистрибуция | Koch  |